# Atentado al Concejo Municipal de Puerto Rico (Caquetá)
El Atentado al Concejo Municipal de Puerto Rico fue un ataque perpetrado por la guerrilla de las Fuerzas Armadas Revolucionarias de Colombia - Ejército del Pueblo (FARC-EP) el 24 de mayo de 2005 contra el funcionarios del Concejo Municipal de la población colombiana de Puerto Rico, departamento del Caquetá.

## Amenazas
Los concejales de Puerto Rico, Caquetá fueron amenazados desde que asumieron sus funciones el 1 de enero de 2004 y últimamente algunos tenían escoltas ante el incremento de las amenazas. Vivían en sus casas normalmente pero luego del atentado contra el presidente del Concejo del que se salvó de morir, pero en el que perdió la vida una niña de 7 años, los concejales cambiaron sus condiciones de vida y desplazamiento por seguridad.
La Columna Móvil Teófilo Forero de las FARC-EP los declaró objetivo militar dentro y fuera del periodo y casi de inmediato asesinaron al concejal Armando Zafra en la vía El Doncello-Puerto Rico.

## Ataque
A plena luz del día (2:45 PM UTC-5), entre 15 y 30 guerrilleros de las FARC-EP irrumpieron en plena sesión del Concejo Municipal de Puerto Rico Caquetá. El grupo de guerrilleros se movilizaban en una camioneta Toyota Land Cruser color vino tinto. Los guerrilleros inicialmente mantuvieron bajo fuego a los policías de la estación contigua al Concejo Municipal.
Cuatro concejales y el secretario del concejo fueron asesinados a sangre y fuego (ver recuadro), a pesar de estar a solo 20 metros de la Estación de la Policía Nacional de Colombia y a menos de 15 minutos de una base militar del Batallón Cazadores de la Decimosegunda Brigada del Ejército  Nacional de Colombia.
Tras el ataque, los guerrilleros huyeron en deslizadores que tenían preparados sobre el río Guayas.

## Concejales asesinados
- Gerardo Collazos, Concejal por el Polo Democrático Independiente
- Silvio Mesa, Liberal, Concejal, sucesor del también asesinado Armando Zafra (20 de febrero)
- Willard Villegas, Concejal por el Movimiento de Participación Comunitaria
- José Ausencio Olarte, Concejal por el movimiento de Participación Comunitaria
- Hermans Rodríguez, secretario del Concejo).

## Día del concejal en Colombia
El 26 de julio de 2006, mediante la ley 1055 de 2006, por medio de la cual la Nación declara el 24 de mayo como día Nacional del Concejal Municipal y exalta la memoria de quienes han muerto en el ejercicio de dicha Función Pública.